# 大橋家住宅
大橋家住宅（おおはしけじゅうたく）は、岡山県倉敷市阿知にある、町屋建築。国の重要文化財に指定されている。

## 概要
大橋家は水田、塩田の開発で財をなした地主で「新禄」と呼ばれる新興勢力を形成していた。現存する建物は寛政7年（1796年） - 寛政10年（1799年）に建設された。白壁に貼り瓦、倉敷格子など倉敷独特の建築様式を有する。現在、海鼠壁の米蔵が展示室になっていて当時の生活用具などを見ることができる。昭和53年（1978年）1月21日、主屋、表門、米蔵、内蔵の4棟が重要文化財に指定され、昭和57年（1982年）6月11日敷地も追加指定された。
住宅内に入り、座敷に上がって見学が出来る、倉敷で唯一の重要文化財である。

## 利用情報
- 開館時間：9:00 - 17:00(4月～9月の土曜日は18:00まで)
- 休館日：3月～11月は無休・12月～2月は毎週金曜日休館・12月28日～翌年1月3日
- 入館料：大人550円、小中学生・65歳以上350円、団体(30名以上)大人450円

## 周辺
- 倉敷美観地区